# Lake Koast
I Lake Koast sono i fratelli Pierluigi e Giuseppe Ungaro, in arte Master Pier e Dj Relax, due dj e produttori italiani cresciuti sulle sponde del Lago di Como.

## Biografia
Dopo l'esordio radiofonico avvenuto da giovanissimi, 14 e 17 anni, si appassionano ben presto anche al mondo della produzione, passando da selezionatori a music makers.
Risale al gennaio 2003 presso gli studi di Radio Deejay l'incontro con il notissimo disc jockey e produttore di fama internazionale Mario Fargetta, un'amicizia che nell'estate 2004 diventa collaborazione per il singolo Play This Song.
I Lake Koast si innamorano sempre di più del loro lavoro al punto tale da ritrovarsi a firmare dischi anche per altri produttori di fama mondiale come ad esempio Graziano Pegoraro (disco d'oro negli anni ottanta e pilastro della musica dance internazionale degli anni novanta), grazie al quale mensilmente appaiono in vendita in edicola con le selezioni musicali Mp3 Compilation e Dj Voice, notissime e in voga tra i più giovani. Alcuni dei brani dei Lake Koast , presenti su queste compilation, vengono prodotti da Graziano Pegoraro e Rudy Nicoletti.
Di notevole importanza per la credibilità artistica dei due giovani produttori è la realizzazione nel 2006 del remix del singolo Falla girare del cantautore Lorenzo Jovanotti pubblicato sul sito ufficiale dell'artista toscano.
Attualmente sono impegnati con produzioni discografiche dalle sonorità electro-minimal per varie etichette italiane, come la Dancing Shoes e la Tendenzia Records.
Dall'ottobre del 2008 Giuseppe Ungaro alias Dj Relax, cura la regia e la produzione di diversi programmi di Radio Capital e M2O.

## 2011
Il 2011 è un anno importante, oltre ad aver firmato uno dei remix ufficiali della cantante pop Dolcenera, i Lake Koast tornano alla dance per il grande pubblico con Twisted, singolo estivo firmato in compagnia del Dj Maurizio Molella e cantato dalle Pretty Pretty e dal rapper statunitense Malik.
Oltre che alla produzione i Lake Koast si sono dedicati anche all'organizzazione di nuovi eventi musicali. È nato così infatti il Megablock, un party itinerante caratterizzato dal colore rosso, che vede in consolle oltre ai due fratelli anche Dj Shorty di Radio Deejay e il portabandiera della techno Tony H, tornato a suonare con grande successo nei club italiani.

### Produzioni e Remix
- 2004 - Fargetta, Play This Song Universal Music;
- 2006 - Get Far presents Lake Koast, Music Turns Me On[1];
- 2006 - Jovanotti, Falla girare[2];
- 2006 - 2 People, Nasty Boy (Lake Koast rmx, su Mp3 Compilation e Dj Voice Compilation);
- 2008 - Lake Koast, Now Get To Sleep, I Love This Disco, Power Beat[3];
- 2009 - Lake Koast, The Night, Music In My Head[3];
- 2010 - Lake Koast, Clock, 45 RPM, Allegoria, Congo Lake, World[3];
- 2011 - Molella & Lake Koast feat Pretty Pretty & Malik, Twisted[4];
- 2011 - Dolcenera Il sole di domenica Lake Koast Official Remix;
- 2012 - Molella & Lake Koast feat Pretty Pretty & Malik, Twisted[5];
- 2012 - Lake Koast feat Pretty Pretty & Malik, Shut It Down